# صافرة (آلة موسيقية)
الصافرة هو آلة نفخ خشبية. نُسب اختراعها خطأ  إلى القرن السادس عشر لنبيل جوفيني في عام 1581. ثمة نوعان للآلة: فرنسية ذات أربعة ثقوب للأصابع في الأمام وثقبين للإبهام في الخلف؛ وإنجليزية ذات ستة ثقوب للأصابع في المقدمة وأحيانًا فتحة إبهام واحدة في الخلف. طوَّر الإنجليزية منها صانعُ الآلات الإنجليزية وليم بينبريدج عام 1803. ثمة صافرات مزدوجة وثلاثية ذات أنبوبين أو ثلاثة ما يسمح باستخدام Drone واللحن الموافق. صُنعت الصافرة حتى القرن التاسع عشر.

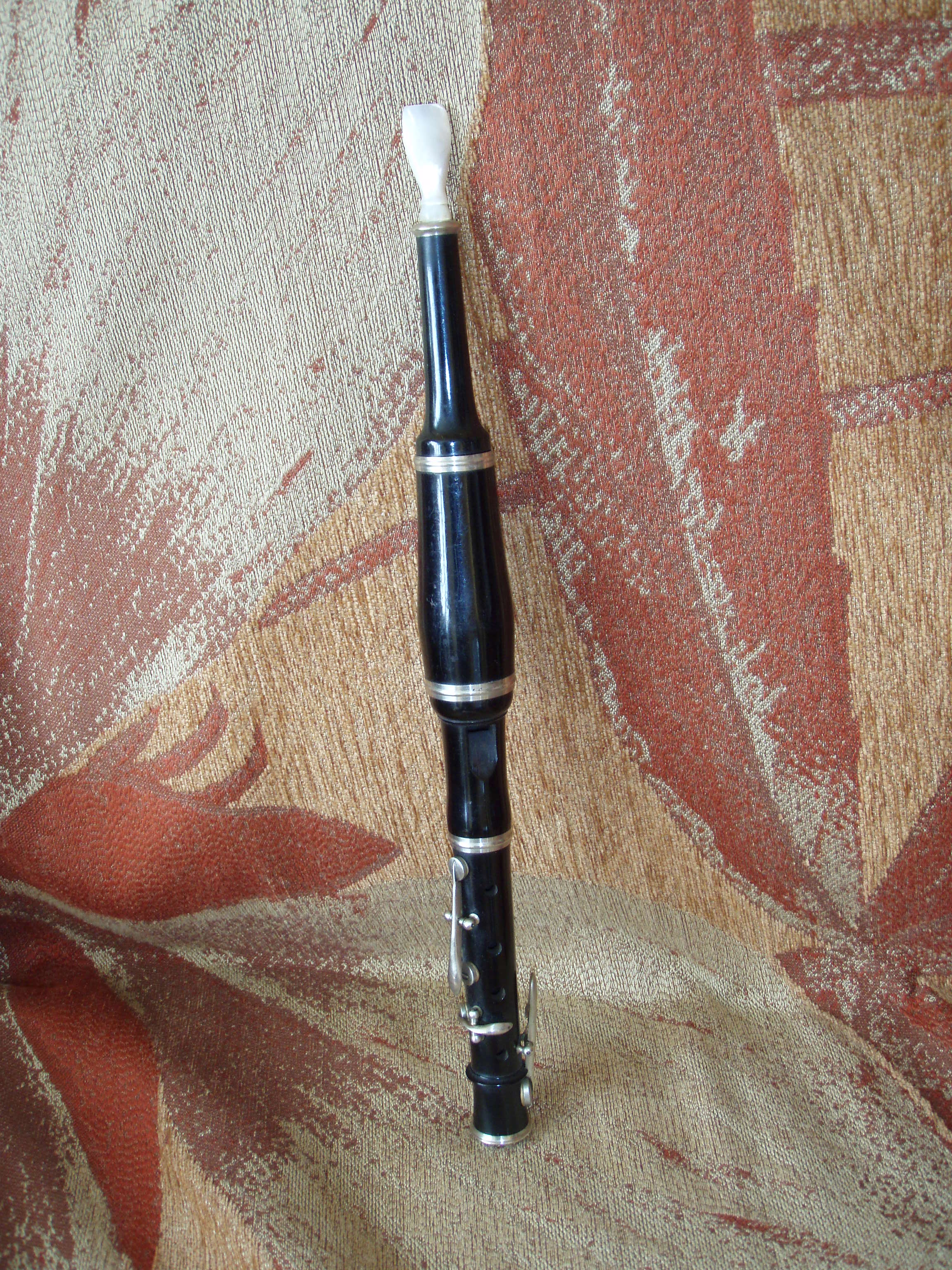